# Singoli al numero uno nella Billboard Streaming Songs nel 2017
Di seguito è proposta la lista dei singoli al numero uno nella Billboard Streaming Songs nel 2017.
La classifica delle Streaming Songs è redatta settimanalmente da Billboard e indica le canzoni più ascoltate nelle radio online, in on-demand e video sui più importanti servizi di streaming musicale statunitensi. I dati sono raccolti dalla Nielsen Broadcast Data Systems.

## Streaming Songs
| † | Indica la canzone con le migliori prestazioni del 2017 |

| Data         | Brano                    | Artista                                                             | Streaming (in milioni) | Totale settimane al numero uno | Fonti  |
| ------------ | ------------------------ | ------------------------------------------------------------------- | ---------------------- | ------------------------------ | ------ |
| 7 gennaio    | Black Beatles            | Rae Sremmurd feat. Gucci Mane                                       | 29,3                   | 7                              | [ 4 ]  |
| 14 gennaio   | Bad and Boujee           | Migos feat. Lil Uzi Vert                                            | 32,5                   | 10                             | [ 5 ]  |
| 21 gennaio   | Bad and Boujee           | Migos feat. Lil Uzi Vert                                            | 35,3                   | 10                             | [ 6 ]  |
| 28 gennaio   | Bad and Boujee           | Migos feat. Lil Uzi Vert                                            | 38,7                   | 10                             | [ 7 ]  |
| 4 febbraio   | Bad and Boujee           | Migos feat. Lil Uzi Vert                                            | 43                     | 10                             | [ 8 ]  |
| 11 febbraio  | Bad and Boujee           | Migos feat. Lil Uzi Vert                                            | 47                     | 10                             | [ 9 ]  |
| 18 febbraio  | Bad and Boujee           | Migos feat. Lil Uzi Vert                                            | 50                     | 10                             | [ 10 ] |
| 25 febbraio  | Bad and Boujee           | Migos feat. Lil Uzi Vert                                            | 47,3                   | 10                             | [ 11 ] |
| 4 marzo      | Bad and Boujee           | Migos feat. Lil Uzi Vert                                            | 47,7                   | 10                             | [ 12 ] |
| 11 marzo     | Bad and Boujee           | Migos feat. Lil Uzi Vert                                            | 46,4                   | 10                             | [ 13 ] |
| 18 marzo     | Bad and Boujee           | Migos feat. Lil Uzi Vert                                            | 43,9                   | 10                             | [ 14 ] |
| 25 marzo     | Shape of You             | Ed Sheeran                                                          | 50,8                   | 4                              | [ 15 ] |
| 1 aprile     | Shape of You             | Ed Sheeran                                                          | 47,8                   | 4                              | [ 16 ] |
| 8 aprile     | Shape of You             | Ed Sheeran                                                          | 46,4                   | 4                              | [ 17 ] |
| 15 aprile    | Shape of You             | Ed Sheeran                                                          | 46,2                   | 4                              | [ 18 ] |
| 22 aprile    | Humble                   | Kendrick Lamar                                                      | 49,8                   | 4                              | [ 19 ] |
| 29 aprile    | Humble                   | Kendrick Lamar                                                      | 43,2                   | 4                              | [ 20 ] |
| 6 maggio     | Humble                   | Kendrick Lamar                                                      | 67,4                   | 4                              | [ 21 ] |
| 13 maggio    | Humble                   | Kendrick Lamar                                                      | 57,6                   | 4                              | [ 22 ] |
| 20 maggio    | I'm The One              | DJ Khaled feat. Justin Bieber, Quavo, Chance The Rapper & Lil Wayne | 53,9                   | 1                              | [ 23 ] |
| 27 maggio    | Despacito †              | Luis Fonsi & Daddy Yankee feat. Justin Bieber                       | 54,3                   | 16                             | [ 24 ] |
| 3 giugno     | Despacito †              | Luis Fonsi & Daddy Yankee feat. Justin Bieber                       | 59,4                   | 16                             | [ 25 ] |
| 10 giugno    | Despacito †              | Luis Fonsi & Daddy Yankee feat. Justin Bieber                       | 65,4                   | 16                             | [ 26 ] |
| 17 giugno    | Despacito †              | Luis Fonsi & Daddy Yankee feat. Justin Bieber                       | 69,6                   | 16                             | [ 27 ] |
| 24 giugno    | Despacito †              | Luis Fonsi & Daddy Yankee feat. Justin Bieber                       | 68,3                   | 16                             | [ 28 ] |
| 1 luglio     | Despacito †              | Luis Fonsi & Daddy Yankee feat. Justin Bieber                       | 69,4                   | 16                             | [ 29 ] |
| 8 luglio     | Despacito †              | Luis Fonsi & Daddy Yankee feat. Justin Bieber                       | 66,6                   | 16                             | [ 30 ] |
| 15 luglio    | Despacito †              | Luis Fonsi & Daddy Yankee feat. Justin Bieber                       | 62,6                   | 16                             | [ 31 ] |
| 22 luglio    | Despacito †              | Luis Fonsi & Daddy Yankee feat. Justin Bieber                       | 61,2                   | 16                             | [ 32 ] |
| 29 luglio    | Despacito †              | Luis Fonsi & Daddy Yankee feat. Justin Bieber                       | 60,3                   | 16                             | [ 33 ] |
| 5 agosto     | Despacito †              | Luis Fonsi & Daddy Yankee feat. Justin Bieber                       | 57,6                   | 16                             | [ 34 ] |
| 12 agosto    | Despacito †              | Luis Fonsi & Daddy Yankee feat. Justin Bieber                       | 52,9                   | 16                             | [ 35 ] |
| 19 agosto    | Despacito †              | Luis Fonsi & Daddy Yankee feat. Justin Bieber                       | 49,8                   | 16                             | [ 36 ] |
| 26 agosto    | Despacito †              | Luis Fonsi & Daddy Yankee feat. Justin Bieber                       | 49,4                   | 16                             | [ 37 ] |
| 2 settembre  | Despacito †              | Luis Fonsi & Daddy Yankee feat. Justin Bieber                       | 46,4                   | 16                             | [ 38 ] |
| 9 settembre  | Despacito †              | Luis Fonsi & Daddy Yankee feat. Justin Bieber                       | 44,6                   | 16                             | [ 39 ] |
| 16 settembre | Look What You Made Me Do | Taylor Swift                                                        | 84,4                   | 2                              | [ 40 ] |
| 23 settembre | Look What You Made Me Do | Taylor Swift                                                        | 61,2                   | 2                              | [ 41 ] |
| 30 settembre | Bodak Yellow             | Cardi B                                                             | 47,9                   | 2                              | [ 42 ] |
| 7 ottobre    | Rockstar                 | Post Malone feat. 21 Savage                                         | 44,1                   | 14                             | [ 43 ] |
| 14 ottobre   | Bodak Yellow             | Cardi B                                                             | 47,9                   | 2                              | [ 44 ] |
| 21 ottobre   | Rockstar                 | Post Malone feat. 21 Savage                                         | 49,7                   | 14                             | [ 45 ] |
| 28 ottobre   | Rockstar                 | Post Malone feat. 21 Savage                                         | 51,3                   | 14                             | [ 46 ] |
| 4 novembre   | Rockstar                 | Post Malone feat. 21 Savage                                         | 54,3                   | 14                             | [ 47 ] |
| 11 novembre  | Rockstar                 | Post Malone feat. 21 Savage                                         | 53                     | 14                             | [ 48 ] |
| 18 novembre  | Rockstar                 | Post Malone feat. 21 Savage                                         | 46                     | 14                             | [ 49 ] |
| 25 novembre  | Rockstar                 | Post Malone feat. 21 Savage                                         | 43,6                   | 14                             | [ 50 ] |
| 2 dicembre   | Rockstar                 | Post Malone feat. 21 Savage                                         | 49,2                   | 14                             | [ 51 ] |
| 9 dicembre   | Rockstar                 | Post Malone feat. 21 Savage                                         | 55,5                   | 14                             | [ 52 ] |
| 16 dicembre  | Rockstar                 | Post Malone feat. 21 Savage                                         | 50,5                   | 14                             | [ 53 ] |
| 23 dicembre  | Rockstar                 | Post Malone feat. 21 Savage                                         | 48,9                   | 14                             | [ 54 ] |
| 30 dicembre  | Rockstar                 | Post Malone feat. 21 Savage                                         | 43,9                   | 14                             | [ 55 ] |

Note:
1. ↑  Ha raggiunto la numero uno anche nel 2016.
2. 1 2  Ha raggiunto il numero uno anche nel 2018.